# James Cameron
|  | Aquest article tracta sobre el director de cinema. Vegeu-ne altres significats a «James Cameron (missioner)». |

James Francis Cameron (Kapuskasing, Ontario, 16 d'agost de 1954) és un director, guionista i productor de cinema canadenc.

## Biografia
Per motius de feina del seu pare es traslladà a Orange (Califòrnia) el 1971. Va acudir durant un temps al Fullenton College per estudiar Física però no va acabar la carrera. Treballà en diverses ocupacions com maquinista, camioner i conductor d'autobús escolar. De nit podia fer el que li agradava, així s'inicià la seva afició, escriure històries i pintar.
El 1977, en veure La Guerra de les Galàxies, de George Lucas va entendre que la seva vocació era el cinema i per això s'hi dedicà plenament. Un dels seus primers treballs cinematogràfics fou Xenogenesis (1978), curt de ciència-ficció codirigit amb Randall Frakes. El mateix any es va casar amb la cambrera Sharon Williams.
Un dels seus primers treballs a Hollywood va ser per la companyia de Roger Corman, New World Pictures, que va produir Battle Beyond The Stars (1980), una pel·lícula en la qual James va ocupar un lloc en el departament de direcció artística. Un any després va tornar a col·laborar amb Roger Corman, productor de Galaxy of Terror (1981), film amb Cameron en tasques de director de producció i segona unitat.
Als 25 anys li va arribar l'oportunitat de dirigir i el 1981 va estrenar el seu primer film com a director, Piranya 2, però l'experiència no li va agradar, de manera que no tornà a dirigir cap film que no hagués estat escrit per ell mateix. Això arribà amb Terminator (1984), una pel·lícula de ciència-ficció amb Arnold Schwarzenegger com cyborg dins d'una història de salt temporal. Amb aquest film el director canadenc va aconseguir l'èxit internacional i compartir crèdits amb la guionista i productora Gale Anne Hurd, amb qui es va casar el 1985 després de divorciar-se de Sharon Williams un any abans.
Després va transformar Alien (1979), l'obra mestra de Ridley Scott, en una franquícia d'acció monstruosament popular amb la seva seqüela Aliens (1986). El seu següent projecte, Abyss (1989), amb el protagonisme de Ed Harris i Mary Elizabeth Mastrantonio, va ser més conegut pels seus innovadors efectes especials que pels seus resultats a la taquilla. Tot el contrari que Terminator 2 (1991) que va reunir una altra vegada a Cameron i Schwarzenegger i va esdevenir el primer film a superar els cent milions de dòlars de pressupost. Amb Terminator 2, els efectes especials van fer un salt d'uns quants anys i van trencar els rècords de taquilla.
L'any 1990 va formar la seva pròpia productora, Lightstorm Entertainment.
James Cameron i Gale Ann Hurd van trencar la seva relació sentimental el mateix any de l'estrena d'Abyss. El 1989 el canadenc es va casar amb la directora Kathryn Bigelow. Dos anys després, el 1991, es van divorciar. En l'època del seu divorci Cameron ja mantenia una relació amb Linda Hamilton, actriu de Terminator que va repetir el seu personatge de Sarah Connor a Terminator 2 i Terminator: Dark Fate. La seva primera filla, amb Linda Hamilton, nasqué el 1993 i la van anomenar Josephine Archer. Després de sis anys de relació, es casarien el 1997.
Schwarzenegger va tornar a treballar en el film d'acció True Lies (1994), un altre gran èxit. A continuació, Cameron va abordar la realització de Titanic (1997), amb Leonardo DiCaprio i Kate Winslet, la primera pel·lícula que va costar dos-cents milions de dòlars. Objecte de tota mena de conjectures i burles abans de la seva estrena, Titanic va deixar sense parla als seus crítics en convertir-se en la pel·lícula més taquillera de tota la història i arrasar amb els premis de l'Acadèmia, aconseguint 11 Oscars entre ells el de millor director per Cameron.
El 1999 es va divorciar de Linda Hamilton i un any després, el 2000, es va casar amb l'actriu Suzy Amis, amb qui va tenir la seva filla Carol.
Cameron, després de més de deu anys allunyat de les pantalles del cinema, va estrenar Avatar, una història futurista per la que ha estat esperant que existís la tecnologia adequada per al seu rodatge en format tridimensional d'alta definició, amb què Cameron ja ha treballat en alguns documentals filmats en format IMAX. El seu pressupost sobrepassà els 200 milions de dòlars. També ha supervisat la sèrie de Terminator que es va emetre per la cadena estatunidenca Fox el 2008, anomenada Terminator: The Sarah Connor Chronicles.
Després d'una altra dècada sense estrenar cap llargmetratge als cinemes, el 2022 va arribar la seqüela d'Avatar, Avatar: El sentit de l'aigua. Cameron va anunciar també que havia previst ampliar aquesta franquícia amb un total de 5 pel·lícules o, fins i tot, 7.

## Premis i nominacions
| Premi                                | Any  | Obra                         | Categoria                                  | Resultat  | Refs.  |
| ------------------------------------ | ---- | ---------------------------- | ------------------------------------------ | --------- | ------ |
| Oscar                                | 1998 | Titanic                      | Millor pel·lícula                          | Guanyador | [ 13 ] |
| Oscar                                | 1998 | Titanic                      | Millor direcció                            | Guanyador | [ 13 ] |
| Oscar                                | 1998 | Titanic                      | Millor muntatge                            | Guanyador | [ 13 ] |
| Oscar                                | 2010 | Avatar                       | Millor pel·lícula                          | Nominat   | [ 14 ] |
| Oscar                                | 2010 | Avatar                       | Millor direcció                            | Nominat   | [ 14 ] |
| Oscar                                | 2010 | Avatar                       | Millor muntatge                            | Nominat   | [ 14 ] |
| Oscar                                | 2023 | Avatar: El sentit de l'aigua | Millor pel·lícula                          | Nominat   | [ 15 ] |
| Premis BAFTA                         | 1998 | Titanic                      | Millor pel·lícula                          | Nominat   | [ 16 ] |
| Premis BAFTA                         | 1998 | Titanic                      | Millor direcció                            | Nominat   | [ 16 ] |
| Premis BAFTA                         | 1998 | Titanic                      | Millor muntatge                            | Nominat   | [ 16 ] |
| Premis BAFTA                         | 2010 | Avatar                       | Millor pel·lícula                          | Nominat   | [ 17 ] |
| Premis BAFTA                         | 2010 | Avatar                       | Millor direcció                            | Nominat   | [ 17 ] |
| Premis BAFTA                         | 2010 | Avatar                       | Millor muntatge                            | Nominat   | [ 17 ] |
| Premis César                         | 1999 | Titanic                      | Millor pel·lícula estrangera               | Nominat   | [ 18 ] |
| Premis César                         | 2010 | Avatar                       | Millor pel·lícula estrangera               | Nominat   | [ 18 ] |
| Premis de la Crítica Cinematogràfica | 1998 | Titanic                      | Millor direcció                            | Guanyador | [ 19 ] |
| Premis de la Crítica Cinematogràfica | 2010 | Avatar                       | Millor direcció                            | Nominat   | [ 20 ] |
| Premis de la Crítica Cinematogràfica | 2010 | Avatar                       | Millor muntatge                            | Guanyador | [ 20 ] |
| Premis de la Crítica Cinematogràfica | 2023 | Avatar: El sentit de l'aigua | Millor direcció                            | Nominat   | [ 21 ] |
| Premis de la Crítica Cinematogràfica | 2023 | Avatar: El sentit de l'aigua | Millor muntatge                            | Nominat   | [ 21 ] |
| Premis David di Donatello            | 2010 | Avatar                       | Millor pel·lícula estrangera               | Nominat   | [ 22 ] |
| Premis Globus d'Or                   | 1998 | Titanic                      | Millor pel·lícula dramàtica                | Guanyador | [ 23 ] |
| Premis Globus d'Or                   | 1998 | Titanic                      | Millor direcció                            | Guanyador | [ 23 ] |
| Premis Globus d'Or                   | 1998 | Titanic                      | Millor guió                                | Nominat   | [ 23 ] |
| Premis Globus d'Or                   | 2010 | Avatar                       | Millor pel·lícula dramàtica                | Guanyador | [ 24 ] |
| Premis Globus d'Or                   | 2010 | Avatar                       | Millor direcció                            | Guanyador | [ 24 ] |
| Premis Globus d'Or                   | 2023 | Avatar: El sentit de l'aigua | Millor pel·lícula dramàtica                | Nominat   | [ 25 ] |
| Premis Globus d'Or                   | 2023 | Avatar: El sentit de l'aigua | Millor direcció                            | Nominat   | [ 25 ] |
| Premis Golden Raspberry              | 1986 | Rambo 2                      | Pitjor guió                                | Guanyador | [ 26 ] |
| Premis Hugo                          | 1987 | Aliens                       | Millor representació dramàtica             | Guanyador | [ 27 ] |
| Premis Hugo                          | 1990 | The Abyss                    | Millor representació dramàtica             | Nominat   | [ 28 ] |
| Premis Hugo                          | 1992 | Terminator 2: Judgment Day   | Millor representació dramàtica             | Guanyador | [ 29 ] |
| Premis Hugo                          | 2010 | Avatar                       | Millor representació dramàtica             | Nominat   | [ 30 ] |
| Premis Nastro d'Argento              | 2010 | Avatar                       | Millor pel·lícula en 3D                    | Guanyador | [ 31 ] |
| Premis Emmy                          | 2003 | Expedition: Bismarck         | Millor direcció d'un programa de no-ficció | Nominat   | [ 32 ] |
| Premis Emmy                          | 2014 | Years of Living Dangerously  | Millor documental o sèrie de no-ficció     | Guanyador | [ 32 ] |
| Premis Emmy                          | 2021 | Secrets of the Whales        | Millor documental o sèrie de no-ficció     | Guanyador | [ 32 ] |
| Premis Satellite                     | 1998 | Titanic                      | Millor direcció                            | Guanyador | [ 33 ] |
| Premis Satellite                     | 1998 | Titanic                      | Millor guió original                       | Nominat   | [ 33 ] |
| Premis Satellite                     | 1998 | Titanic                      | Millor muntatge                            | Guanyador | [ 33 ] |
| Premis Satellite                     | 2004 | N/D                          | Premi Nikola Tesla Satellite               | Guanyador | [ 34 ] |
| Premis Satellite                     | 2023 | Avatar: El sentit de l'aigua | Millor direcció                            | Guanyador | [ 35 ] |
| Premis Saturn                        | 1985 | The Terminator               | Millor direcció                            | Nominat   | [ 36 ] |
| Premis Saturn                        | 1985 | The Terminator               | Millor guió                                | Guanyador | [ 36 ] |
| Premis Saturn                        | 1987 | Aliens                       | Millor direcció                            | Guanyador | [ 37 ] |
| Premis Saturn                        | 1987 | Aliens                       | Millor guió                                | Guanyador | [ 37 ] |
| Premis Saturn                        | 1991 | The Abyss                    | Millor direcció                            | Guanyador | [ 38 ] |
| Premis Saturn                        | 1991 | The Abyss                    | Millor guió                                | Nominat   | [ 38 ] |
| Premis Saturn                        | 1992 | Terminator 2: Judgment Day   | Millor direcció                            | Guanyador | [ 39 ] |
| Premis Saturn                        | 1992 | Terminator 2: Judgment Day   | Millor guió                                | Nominat   | [ 39 ] |
| Premis Saturn                        | 1995 | True Lies                    | Millor direcció                            | Guanyador | [ 40 ] |
| Premis Saturn                        | 1996 | Strange Days                 | Millor guió                                | Nominat   | [ 41 ] |
| Premis Saturn                        | 1998 | N/D                          | Premi Donald A. Reed                       | Guanyador | [ 42 ] |
| Premis Saturn                        | 2003 | N/D                          | Premi Donald A. Reed                       | Guanyador | [ 43 ] |
| Premis Saturn                        | 2010 | Avatar                       | Millor direcció                            | Guanyador | [ 44 ] |
| Premis Saturn                        | 2010 | Avatar                       | Millor guió                                | Guanyador | [ 44 ] |
| Premis Saturn                        | 2010 | N/D                          | Premi al Visionari                         | Guanyador | [ 44 ] |
| Premis del Sindicat de Guionistes    | 1998 | Titanic                      | Millor guió original                       | Nominat   | [ 45 ] |
| Premis del Sindicat de Guionistes    | 2010 | Avatar                       | Millor guió original                       | Nominat   | [ 46 ] |